# Кантарелловые
Кантарелловые, или Лисичковые (лат. Cantharellales) — порядок грибов из класса Агарикомицеты. Гименофор состоит из псевдопластинок, шипиков или гладкий.

## Таксономия
Порядок относится к классу агарикомицетов (Agaricomycetes), более точное таксономическое положение не определено (группа incertae sedis).
- Aphelariaceae Corner, 1970
  - Aphelaria Corner, 1950
  - Phaeoaphelaria Corner, 1953
  - Tumidapexus D.A. Crawford, 1954
- Botryobasidiaceae (Parmasto) Jülich, 1981
  - Alysidium Kunze, 1817
  - Botryobasidium Rick, 1959
  - Botryohypochnus Donk, 1931
  - Suillosporium Pouzar, 1958
- Cantharellaceae J. Schröt., 1888 — Лисичковые
  - Cantharellus Juss., 1789 — Лисичка
  - Craterellus Pers., 1825 — Вороночник
  - Goossensia Heinem., 1958
  - Parastereopsis Corner, 1976
  - Pseudocraterellus Corner, 1957
- Clavulinaceae Donk, 1961 — Клавулиновые
  - Clavulicium Boidin, 1957
  - Clavulina J. Schröt., 1888 — Клавулина
    - Clavulina amethystina Donk, 1933 — Рогатик аметистовый
    - Clavulina cinerea J. Schröt., 1888 — Клавулина пепельно-серая
    - Clavulina coralloides J. Schröt., 1888 — Рогатик гребенчатый
    - Clavulina rugosa J. Schröt., 1888 — Рогатик беловатый

  - Membranomyces Jülich, 1975
- Hydnaceae Chevall., 1826 — Ежовиковые
  - Corallofungus Kobayasi, 1983
  - Gloeomucro R.H. Petersen, 1980
  - Hydnum L., 1753 — Ежовик, или Гиднум
  - Nigrohydnum Ryvarden, 1987
  - Phaeoradulum Pat., 1900
- Incertae sedis
  - Stilbotulasnella Oberw. & Bandoni 1982[1]